# Vishnu-smrti
Vishnu-smrti, namn på en indisk lagbok av samma art som Manava-dharma-shastra, utgiven av J. Jolly (i "Bibliotheca indica", 1881) m.fl. 